# ЗПУ-1
ЗПУ-1 — советская зенитная пулемётная установка.

## История создания
В 1947 г. по ТТТ ГАУ на заводе № 2 началась разработка ЗПУ-1 — установки, использующей один 14,5-мм пулемет С. В. Владимирова.
Было разработано два проекта. Лучшим был признан проект Г. Ф. Шафирова. Однако опытный образец ЗПУ-1, изготовленный по этому проекту, не выдержал полигонных испытаний.
В марте 1948 г. рассматривались ещё четыре проекта ЗПУ-1: два из них были разработаны Г. Ф. Шафировым и И. С. Лещинским, два других — Е. Д. Водопьяновым и Е. К. Рачинским. На этапе проектирования лучшим был признан проект Е. Д. Водопьянова и Е. К. Рачинского.
В 1948 г. был разработан технический проект установки и создан опытный образец. В том же году образец прошел полигонные и войсковые испытания.
Установка была принята на вооружение в 1949 г., и в том же году было начато серийное производство ЗПУ-1..

## Описание конструкции
Основной задачей ЗПУ-1 является оборона пехотных подразделений от летательной техники, действующей на высотах до 1,5 км, а также для борьбы с легкобронированной наземной техникой на дальностях до 1 км.
Основными составляющими частями ЗПУ-1 являются: пулемёт, основание, колёсный ход и прицельные приспособления. Колёсный ход предназначен для буксирования ЗПУ-1 в походном положении и представляет собой два колеса с основанием. При переводе ЗПУ-1 в боевое положение или при хранении, колёса поднимаются, а установка помещается основанием на грунт. На основании находится погон с поворотной платформой. На платформе размещена люлька с пулемётом.

### Вооружение
В качестве вооружения используется 14,5-мм пулемёт КПВ. Для ведения огня, ЗПУ-1 снабжена ручным и ножным механизмами спуска. В номенклатуру боеприпасов входят бронебойно-зажигательные пули Б-32 и БС-41, бронебойно-зажительно-трассирующие пули БЗТ, а также пристрелочно-зажигательные пули ЗП. Боекомплект размещён в коробках с пулемётными лентами. В каждой ленте по 150 патронов.

### Прицелы
Для наведения на воздушные цели, на ЗПУ-1 размещён коллиматорный зенитный прицел ВК-4. Стрельба ведётся с помощью видимых данных о цели (скорость, ракурс, видимое направление полёта цели). Огонь может вестись в двух режимах: сопроводительном и заградительном. При стрельбе по наземным объектам прицеливание осуществляется через укороченный оптический прицел ПУ. Прицел устанавливается с помощью специальной разрезной втулки на корпус прицела ВК-4.

## Операторы
- СССР
- Буркина-Фасо — 30 единиц ЗПУ, по состоянию на 2010 год[6]
- ДРА — некоторое количество ЗПУ-1 было передано из СССР[7]
- Египет — находились на вооружении во время Шестидневной войны[7]
- Зимбабве — 36 единиц ЗПУ-1, ЗПУ-2 и ЗПУ-4, по состоянию на 2010 год[8]
- Израиль — трофейные ЗПУ-1 использовались для оснащения резервных подразделений[7]
- Ирак — состояли на вооружении до свержения режима Саддама Хусейна[7]
- Камбоджа — некоторое количество ЗПУ-1, ЗПУ-2 и ЗПУ-4, по состоянию на 2010 год[9]
- Кабо-Верде — 18 единиц ЗПУ-1, по состоянию на 2010 год[10]
- КНДР — некоторое количество ЗПУ-1, ЗПУ-2 и ЗПУ-4, по состоянию на 2010 год[11]
- Лаос — некоторое количество ЗПУ-1 и ЗПУ-4, по состоянию на 2010 год[12]
- СВАПО — состояли на вооружени во время Войны за независимость Намибии[7]
- Сирия — находились на вооружении во время Шестидневной войны[7]
- Талибан — достались в качестве трофеев после вывода ОКСВА из Афганистана[7]
- Уганда — некоторое количество ЗПУ-1, ЗПУ-2 и ЗПУ-4, по состоянию на 2010 год[13]
- Украина — некоторое количество советских ЗПУ-1 снято с вооружения[14]; остальные, по состоянию на конец октября 2014 года, оставались на вооружении подразделений ПВО сухопутных войск[15][16]
- ЦАР — некоторое количество по состоянию на 2018 год[17]
- Чад — некоторое количество ЗПУ-1, по состоянию на 2018 год[18]
- Эквадор — 128 ЗПУ-1 и ЗПУ-2, по состоянию на 2010 год[19]

## Служба и боевое применение

### Боевое применение
1. Корейская война — использовалась китайскими народными добровольцами против низколетящих вражеских целей[7];
2. Война во Вьетнаме — широко применялись войсками Северного Вьетнама против воздушных войск США. В ходе применения с помощью ЗПУ-1 сбивались в основном вертолёты типа Bell UH-1 Iroquois, также были зафиксированы случаи уничтожения Sikorsky S-61 Sea King. Вьетнамцы ценили ЗПУ-1 за низкую стоимость и простоту использования. Типичная тактика применения заключалась в установке двух или трёх единиц ЗПУ-1 (а иногда вместе с ЗПУ-2 и ЗПУ-4) на окраинах джунглей, где разведка ВВС США была не в состоянии обнаружить позиции ПВО, но при этом расчёты установок имели широкий обзор и возможность беспрепятственного ведения огня. После окончания войны, часть вьетнамских ЗПУ-1 была передана в Лаос и Камбоджу[7];
3. Шестидневная война (1967) — массово применялись египетскими и сирийскими войсками, однако из-за низкого уровня организации, огромное количество ЗПУ-1 досталось в качестве трофеев израильтянам, вооружавшим трофейными установками свои резервные подразделения[7];
4. Война Судного дня — использовались египетскими и сирийскими войсками во второстепенных операциях[7];
5. Война за независимость Намибии — небольшое количество ЗПУ-1 было поставлено из СССР через Кубу партизанам СВАПО. Применялись в основном для поражения наземных целей. Известен случай уничтожения БМП «Ратель» огнём из ЗПУ-1[7];
6. Афганская война (1979—1989) — некоторое количество ЗПУ-1 было передано войскам ДРА. Трофейные ЗПУ-1 использовались афганскими моджахедами в основном против наземных целей. Однако сравнительно малые размеры позволяли прятать ЗПУ-1 в складках местности (что не позволяли делать размеры, например, ЗУ-23-2) и устраивать засады с переменным успехом на вертолёты Ми-8 или Ми-24[7];
7. Ирано-иракская война — в больших количествах использовались иракской армией. Предположительно, несколько вертолётов иранских ВВС были сбиты с помощью ЗПУ-1[7];
8. Операция «Буря в пустыне» — использовались иракскими войсками в качестве стационарных огневых точек, некоторое количество ЗПУ-1 было захвачено войсками США в качестве трофеев[7];
9. Иракская война — применялись иракскими войсками при организации наземных засад[7];
10. Война в Афганистане (с 2001) — используется движением Талибан против войск НАТО, запчасти поставляются Китаем через Пакистан[7];

## Сохранившиеся экземпляры
- Израиль — музей Batey-haosef в г. Тель-Авив

### Сноски
1. ↑  Полный список в разделе «Операторы»